# Paracentrobia livii
Paracentrobia livii är en stekelart som först beskrevs av Girault 1918.  Paracentrobia livii ingår i släktet Paracentrobia och familjen hårstrimsteklar. Inga underarter finns listade i Catalogue of Life.